# Wise (empresa)
Wise, anteriormente TransferWise es una empresa británica con sede en Londres especializada en la gestión de dinero electrónico a través de su página web y aplicación móvil. Entre sus servicios ofrece una cuenta multidivisa, una tarjeta y transferencias entre países para particulares y empresas.
La empresa fue fundada en enero de 2011 por los estonios Kristo Käärmann y Taavet Hinrikus y cuenta con oficinas en Londres, Tallin, Budapest, Nueva York, Singapur y Sídney. Los gastos por cambio de divisa suelen variar entre el 0,3% y 2.5% según moneda; mientras que la tasa de cambio utilizada se aproxima a la observada en el mercado, según el mismo día en el que se realiza la transacción.
La compañía soporta más de 750 rutas de divisas en todo el mundo y proporciona cuentas multidivisa. En 2018, las ganancias netas de Wise alcanzaron los 8 millones de dólares y su base de clientes alcanzó los 4 millones, que en conjunto transfieren alrededor de 4000 millones de dólares al mes.
En febrero de 2021 la compañía cambió su nombre a Wise para reflejar la expansión del producto ofrecido, más allá de las transferencias internacionales. En ese mismo año alcanzó los 10 millones de usuarios. 
Sus actuales principales competidores para envíos internacionales son Revolut, Wallbit, Google Pay y PayPal.
Respecto a la seguridad de sus transacciones se considera una plataforma segura a sí misma, no obstante, es posible encontrar crecientes solicitudes ante la desactivación de cuentas injustificadamente y con procesos largos de resolución.[cita requerida]